# 고슈덴
고슈덴(일본어: 御守殿 ごしゅでん[*])은 에도 시대에 있어서, 3위 이상의 다이묘에게 시집가는 도쿠가와 쇼군가의 딸의 경칭이자 거수하는 오쿠고덴을 가리킨다. 그 밖에 고슈덴을 섬긴 하녀와 헤어스타일, 복장 등의 풍속 (고슈덴 풍)도 가리킨다.

## 센다이번의 고슈덴의 예
교호 20년에 센다이번 번주 다테 요시무라의 후계자인 다테 무네무라와 도쿠가와 요시무네의 양녀인 토네히메와의 혼례가 이루어졌는데, 이에 맞춰, 번주 후계자가 거주하는 에도 번저 나카야시키의 한 곳에 고슈덴이 막부의 지시 하에 조영되게 된다.
하녀 거주 구획을 "나가츠보네 (長局)"라 부르거나, 2층 구조, 조영 준공 검사를 막부 관리가 실시했을 때, 상인방의 규모는 에도성 오오쿠의 규모에 맞춰 높이도록 지시 받는 등, 에도성 오오쿠와 공통적으로 조영되었다. 그 후, 무네무라가 간포 3년 (1743년)에 번주가 되고, 토네히메가 번주 정실로 카미야시키로 옮기면서, 나카야시키의 고슈덴에 맞추어 카미야시키의 오쿠가타가 개축되어 엔쿄 2년 (1745년)에 카미야시키로 이주하였다.
센다이번의 나카야시키 고슈덴의 평면도 「운쇼인 고슈덴 평면도」는 「대일본고문서 가문별3 다테가문서지육」 (도쿄대학출판회, 1982년)에 게제되어있다.
나카야시키에서의 고슈덴의 규모는 나카야시키의 표면의 약 3배로, 카미야시키에 건설되었을 대는 표면과 거의 같은 규모였다.

## 고슈덴몬
고슈덴의 문을 고슈덴몬 (御守殿門)이라 부른다. 대문을 진사로 칠한 곳이라하여 대문의 흑문에 대해 고슈덴몬은 흔히 아카몬 (赤門)으로 불린다. 아카몬은 불에 타 없어지면, 재건할 수 없는 관습이 있다.
카가번 마에다가 카미야시키의 고슈덴몬은 현존하는 유일한 문이며, 현재는 도쿄대학 혼고캠퍼스의 아카몬으로 사용되고 있다. 도쿄대 아카몬은 2020년 양 옆 번소의 내진기초진단을 실시한 결과, 일부 내진성능이 낮은 것으로 나타났고, 아카몬의 내진성능도 낮을 우려가 있어, 2021년 2월 12일부터 폐쇄됐으며, 내진진단이 실시된다,
| 1910년 즈음 촬영 | 2019년 촬영 |
| ---------------- | ----------- |
|                  |             |

또한, 혼란 회피를 위해, 고슈덴몬은 아니지만, "아카몬"이라 불리는 예도 아래와 같다.

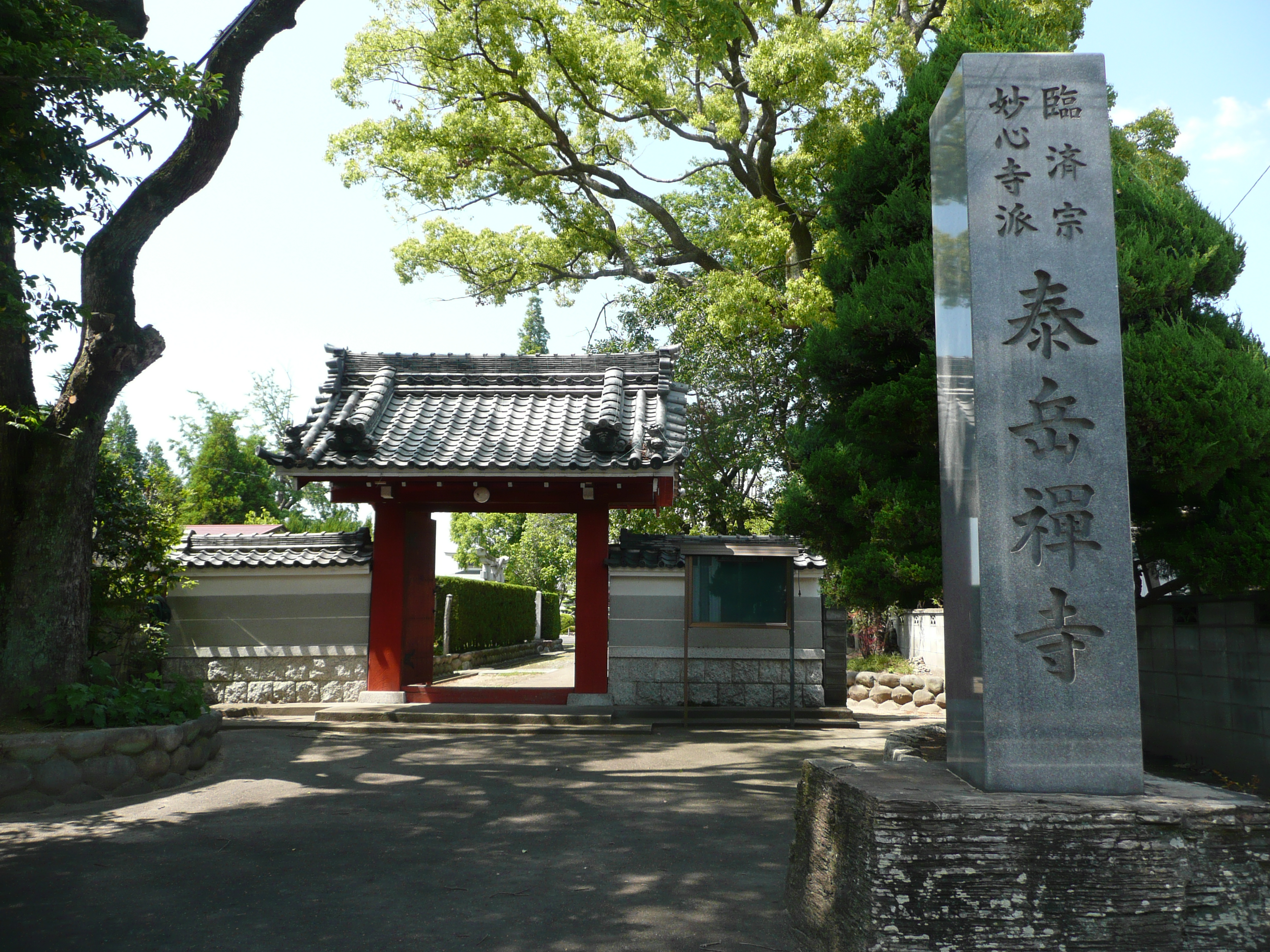
오와리 도쿠가와가 : 나고야성 산노마루 아카몬 (현 타이가쿠지 산문)
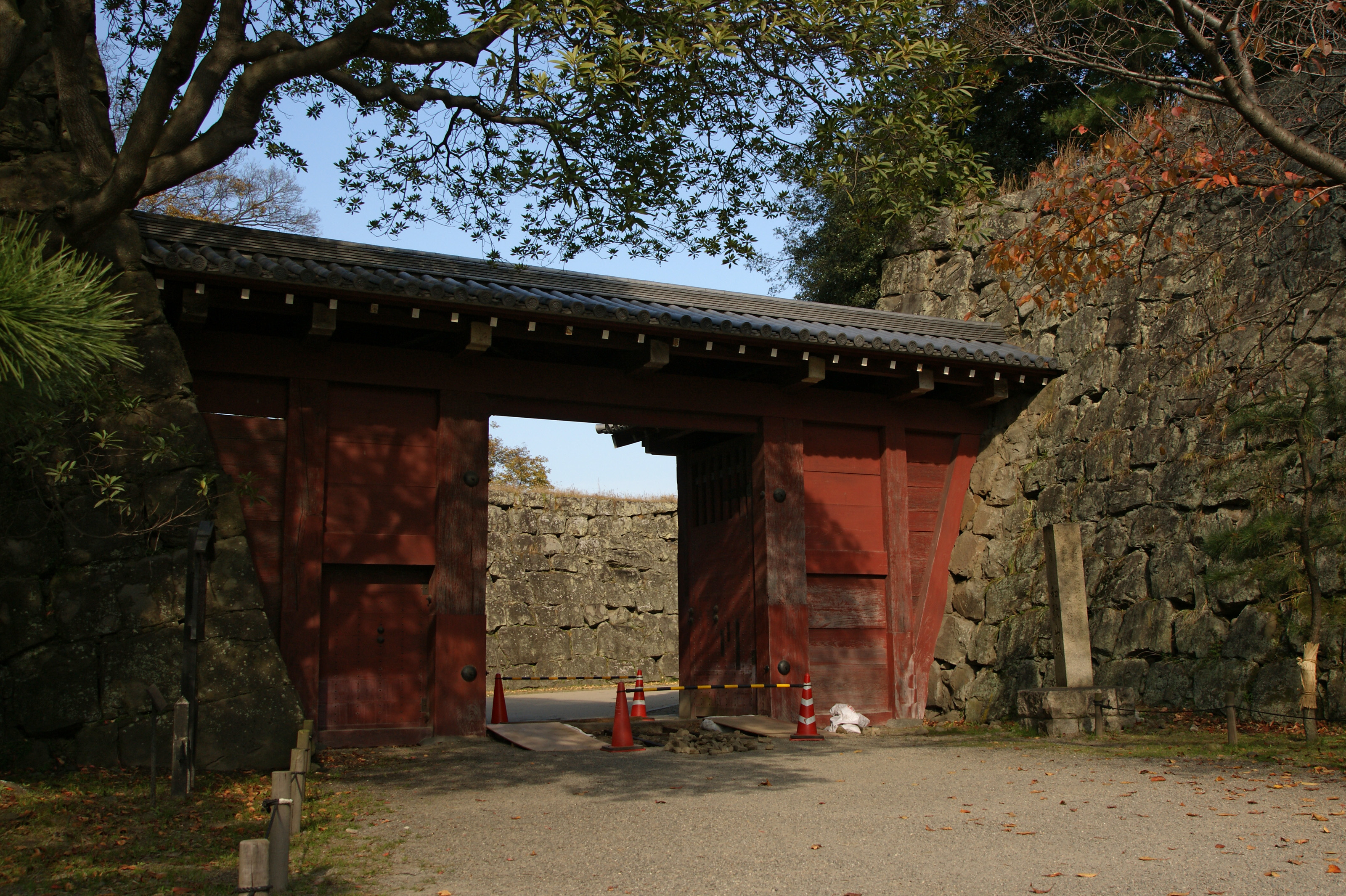
키슈 도쿠가와가 : 와카야마성의 아카몬 (추회문)
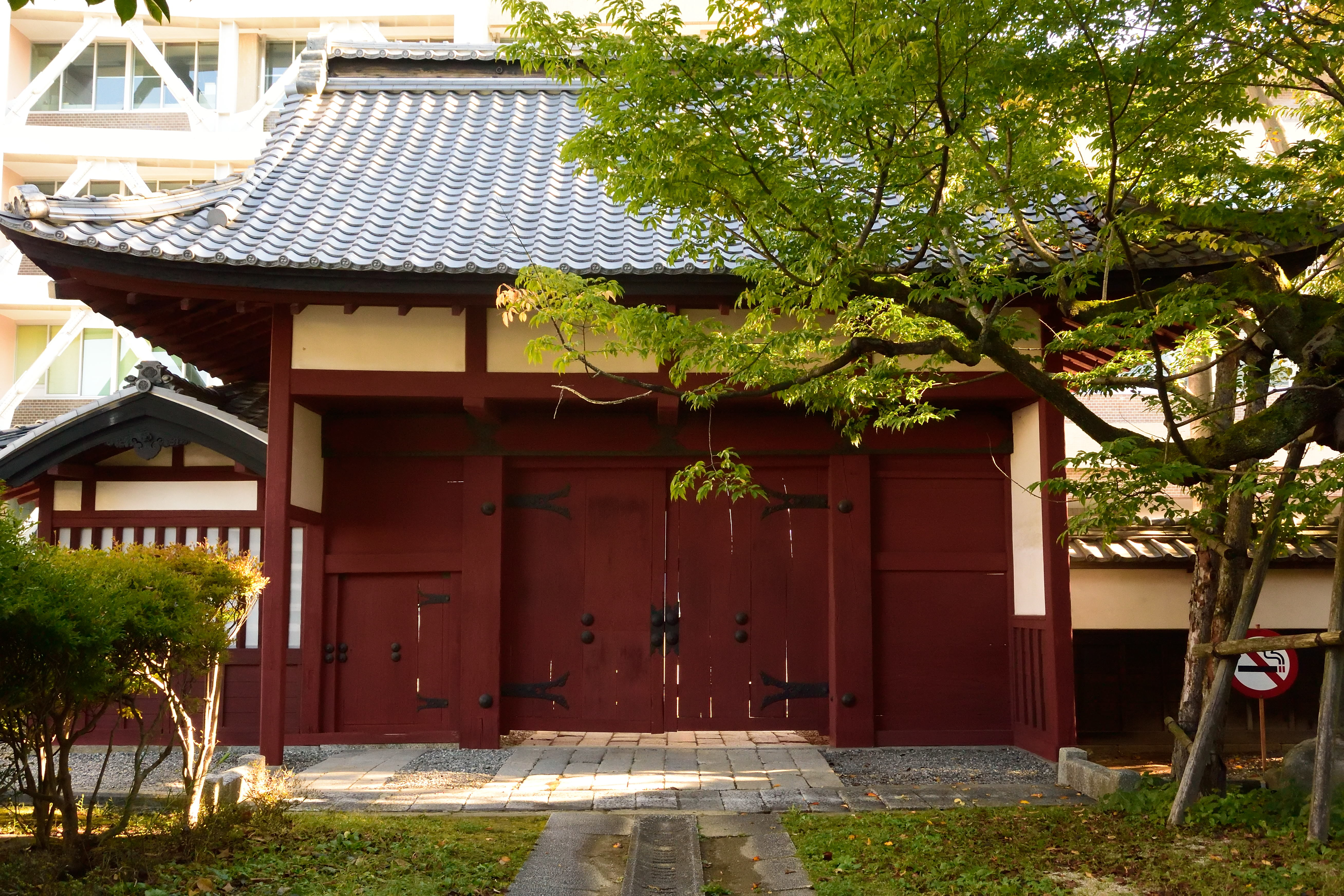
시나노국 이이다성 사쿠라마루고몬
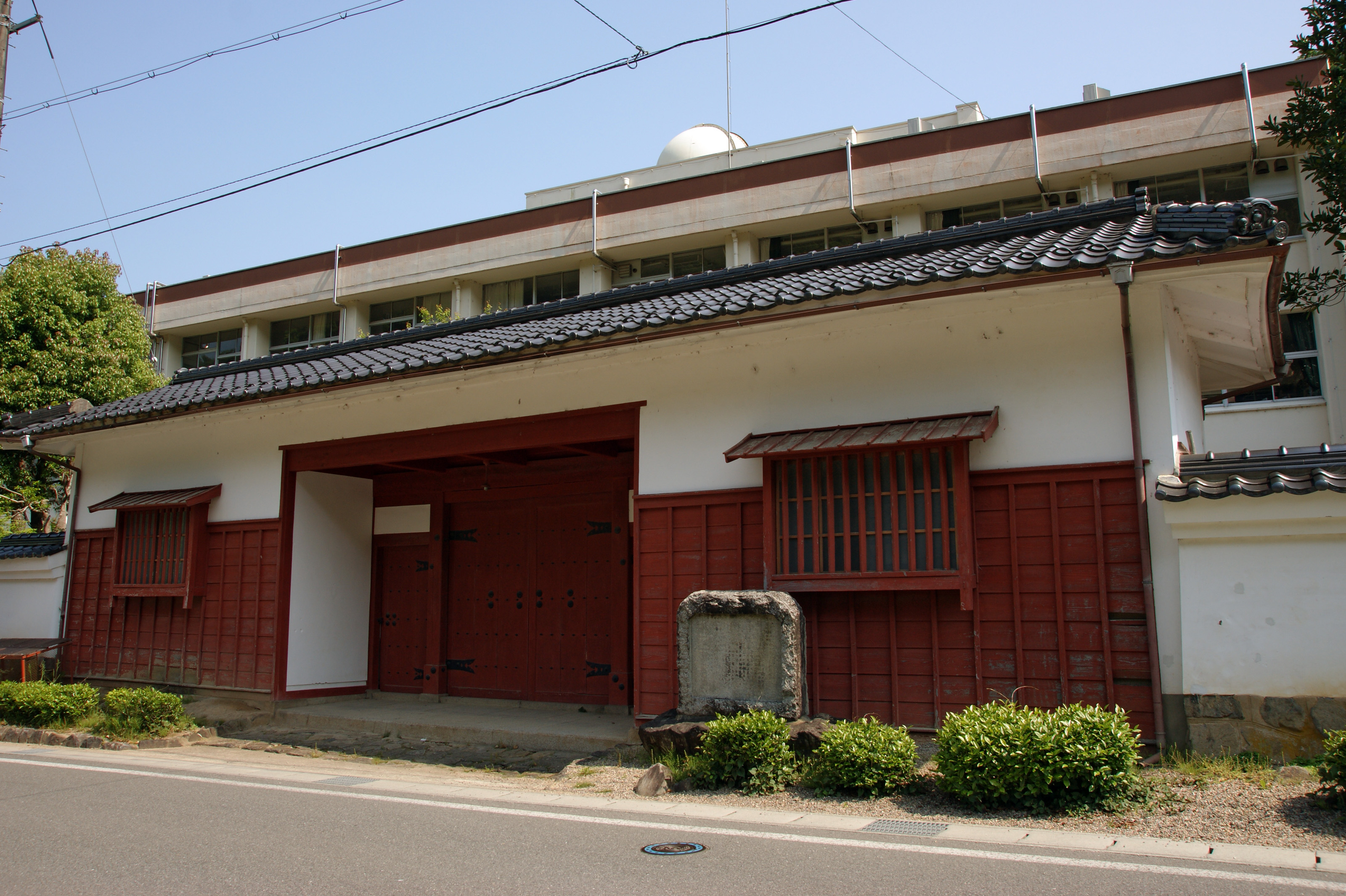
효고현립 이즈시고등학교에 있는 아카몬
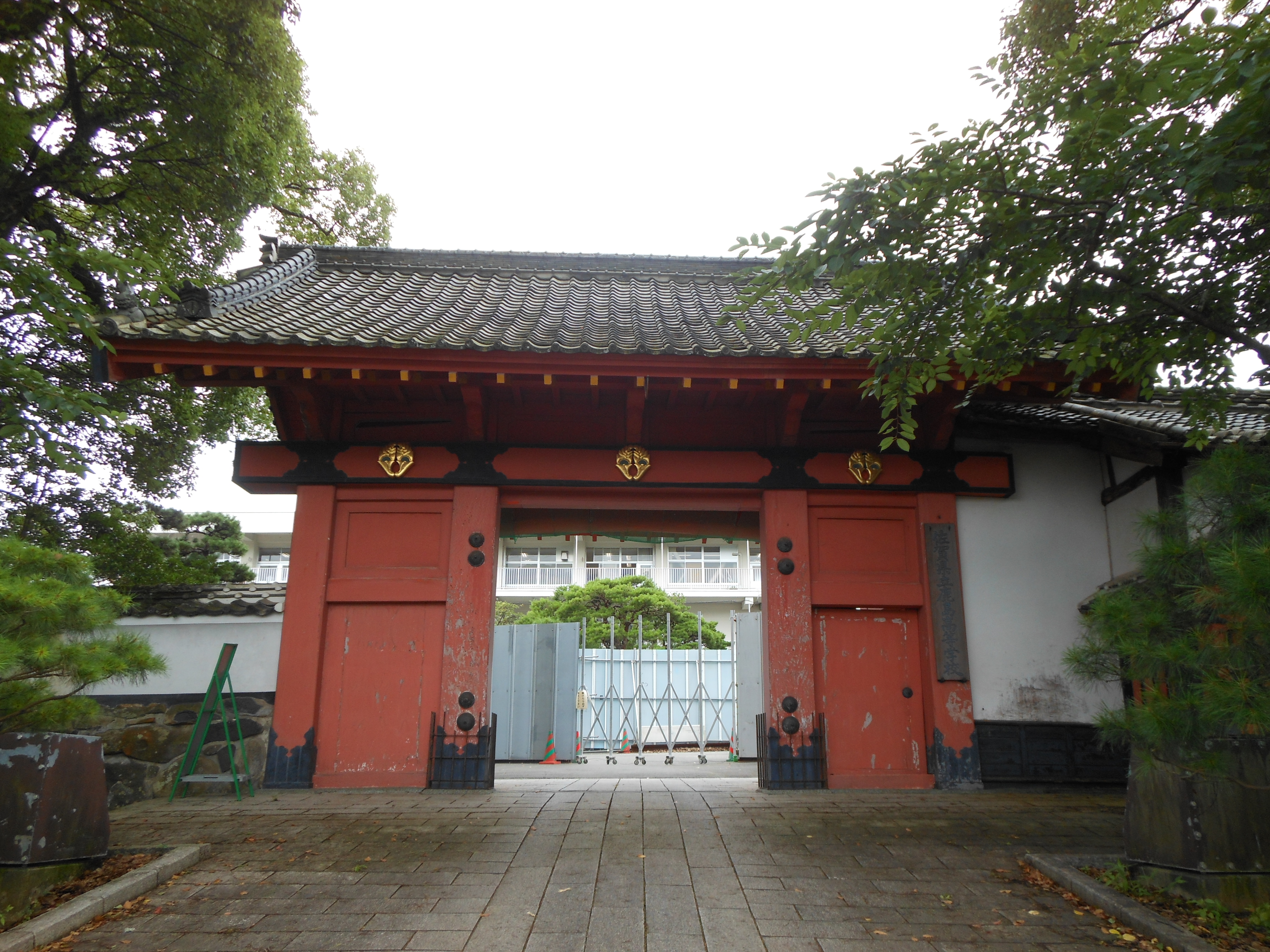
사가현립 카시마고등학교에 있는 아카몬

## 같이 보기
- 고렌쥬
- 무가관위